# Stadium MK
 (octobre 2015).
Si vous disposez d'ouvrages ou d'articles de référence ou si vous connaissez des sites web de qualité traitant du thème abordé ici, merci de compléter l'article en donnant les références utiles à sa vérifiabilité et en les liant à la section « Notes et références ».
Le Stadium MK, stylisé stadiummk, anciennement stadium:mk et connu localement comme le Denbigh Stadium, est un stade de Denbigh dans la ville-nouvelle de Milton Keynes, au Buckinghamshire en Angleterre.

## Histoire
Conçu par Populous, il a été inauguré le 29 novembre 2007 par la reine Élisabeth II.
Le Stadium MK est le stade du club résident Milton Keynes Dons Football Club et est l'un des stades de la Coupe du monde de rugby à XV 2015.

### Coupe du monde de rugby à XV 2015
| Poule   | Pays    | Score   | Pays   |
| ------- | ------- | ------- | ------ |
| Poule D | France  | 41 - 18 | Canada |
| Poule B | Samoa   | 5 - 26  | Japon  |
| Poule A | Uruguay | 15 - 47 | Fidji  |